# Eric von Essen
Fritz Eric Reinhold von Essen, född 1 januari 1910 i Livgardet till häst församling, Stockholm, död 7 maj 1986 i Östra Ryds församling, Stockholms län, var en svensk friherre och godsägare på Rydboholm i Uppland.
Eric von Essen var son till hovstallmästaren Wilhelm von Essen och Lily Piper. Efter studentexamen 1931 gav han sig in på den militära banan. Han avlade officersexamen 1934 och blev kapten i pansartrupperna 1942, kom till Göta pansarlivgardes detachement på Gotland (P 1 G) 1945 och var i reserven 1954–1958. Han var godsförvaltare vid Rydboholm i Rydbo från 1953. Han blev ordförande i Sveriges motorfeders motorcykelsektion 1956, vice president för Fédération Internationale de Motocyclisme (FIM) 1959 och adjungerad ledamot av Nationalföreningen för trafiksäkerhetens främjande (NTF) 1960.
Han gifte sig 1935 med Louise Tamm (1913–1987), dotter till bankdirektören Henric Tamm och Louise Tham. De fick två barn: Magnus von Essen (1936–2017) och Elisabeth Douglas (född 1941) den senare gift med finansmannen, greve Gustaf Douglas och mor till Carl Douglas och Eric Douglas.